# Avalanch
Avalanch es un grupo español de heavy metal, formado en 1993 por el guitarrista Alberto Rionda, procedente de Asturias. En un principio, sus tres primeros álbumes tenían un estilo power metal, con letras sobre temas épicos y mitológicos, aunque después de la expulsión de su vocalista Víctor García y la incorporación de Ramón Lage orientaron su estilo a algo similar al metal progresivo, heavy metal tradicional y una temática letrística más profunda. En 2012 anuncian un parón indefinido a partir del 6 de septiembre, fecha de su último concierto programado, teloneando a Scorpions en México.
En diciembre de 2016, Alberto Rionda, anuncia su intención de retomar la banda para celebrar el aniversario del disco El Ángel Caído, aunque con una formación completamente nueva. 
Actualmente, la banda está conformada por Rionda a la guitarra, Manuel Ramil a los teclados, Nando Campos al bajo, Bjørn Mendizábal a la batería y José Pardial y Ramón Lage como vocalistas.

## Trayectoria
La banda asturiana Avalanch lleva una larga trayectoria en el heavy metal en español con un euro-power metal bien marcado, incorporando a su música elementos de música clásica y folk. Sus discos se editan en varios países europeos y americanos, y realizan habitualmente giras por fuera de España, principalmente por Hispanoamérica.
La historia de Avalanch comienza en 1993, cuando Alberto Rionda, Francisco Fidalgo y Víctor García forman una banda a la que se unirán Alberto Ardines y Juan Lozano, que también buscaban miembros para una nueva banda. El nombre escogido fue Avalanch, nombre con el cual Ardines y Lozano ya habían grabado en 1993 junto a dos compañeros un disco titulado Ready to the Glory. Alberto Rionda, asumirá desde el inicio las labores de compositor, guitarrista principal y productor musical de Avalanch. Tras varios cambios internos en la banda, lanzan en 1997 su primer disco profesional, La llama eterna, grabado en Bunker Estudios, estudio de Posada de Llanera (Asturias) que más tarde acabaría dirigiendo Alberto Rionda. Con este disco, Avalanch provoca un gran impacto en la escena heavy metal española. No tardaría en aparecer la versión en inglés del disco, Eternal Flame, y en algunos países como Italia o Japón se editaron ediciones de ese trabajo en inglés y español. Mediada la gira de este disco, Avalanch decide prescindir de su vocalista (Juan Lozano) y contacta con Víctor García para que se una a ellos, comenzando en Barcelona.
Es entonces cuando entran en el estudio para grabar Llanto de un héroe, un disco en el que el power metal, combinado con tintes de música clásica, era la nota predominante, y que les hizo girar por toda España. De esa gira surgió Días de gloria, un directo que ponía de manifiesto el momento que vivía la banda, e incluía una versión en estudio de Queen, "Save Me", que se editó como sencillo.
En 2001 se edita el disco más vendido de la banda hasta la fecha, El ángel caído, un disco que gira en torno a temas bíblicos, con una ambientación más épica y evocadora. En este disco colabora Leo Jiménez, Ex-037, Stravaganzza y Ex-Saratoga en el tema "Las ruinas del Edén (Acto II), en el papel de "hombre".
Finalizada la gira de presentación, el baterista Alberto Ardines y el cantante Víctor García, son llamados a abandonar el grupo, debido a la formación paralela de una banda llamada WarCry. Ramón Lage, ex-Paco Jones, (quien ya había participado con la banda haciendo coros en anteriores álbumes) toma el testigo a las voces, y el baterista sería Marco Álvarez, procedente de Stormy Mondays y anteriormente La Destilería. 
Realizan una gira europea en 2002 y son el único grupo español en tocar en el Wacken Open Air de ese año, celebrado en Alemania. Una vez en España, más cambios en el seno de la banda: el teclista Iván Blanco y el guitarrista Roberto García abandonan la formación y son sustituidos por el guitarrista Dany León (de larga trayectoria en bandas como La Destilería, Fe de Ratas y muchas otras) y el teclista Roberto Junquera (proveniente de la escena folk asturiana), que en 2008 abandonaría la banda.
En 2003, Avalanch edita su cuarto disco de estudio, Los poetas han muerto, donde dejan un poco al lado los temás épicos y rápidos para hacer un rock más personal, que incorpora influencias no estrictamente metálicas. Bastante polémico a su salida, cuenta con la participación en el tema "Del cielo a la tierra" del brasileño Andre Matos, famoso por su participación en Angra y Shaaman, Santi Fano (vocalista de Angeldark) como la voz del mal en "Niño" y del artista marroquí Jbara en "Madre Tierra". Ese mismo año, Avalanch se embarca en su primera gira por Iberoamérica, que recorre Brasil, Chile, México, Guatemala, Colombia y Ecuador.
Reciben tres Premios Radial 2004 (Mejor guitarrista, mejor portada y mejor tema por "Niño"). Hacia finales de 2004, una vez finalizada la gira de Los poetas han muerto, la banda publica una colección de sus mejores canciones interpretadas por la formación actual en un disco titulado Las ruinas del Edén, con el que realizarán una de sus giras más extensas.
En 2005 vería la luz el DVD en directo Cien Veces, con un concierto de la banda en su Asturias natal. Se publica también Mother Earth, la versión inglesa del disco Los poetas han muerto, en la que se incluye una versión del clásico de U2 "Where the streets have no name". Se repite la colaboración de Andre Matos en el tema que le da título.
También en este año sale al mercado El hijo pródigo, el disco más heterogéneo de su carrera, con el que la banda realiza una gira por España, México y Estados Unidos. 
A finales del 2005 sale a la venta el recopilatorio Un paso más, que contiene una selección de grandes éxitos de Avalanch y dos canciones inéditas: la nana asturiana "Agora non" y una balada basada en el cuento de Oscar Wilde "El príncipe feliz", que es la versión con letra de "Volviendo a Casa", canción instrumental que cerraba la edición especial de El hijo pródigo.
En 2006, Avalanch obtiene 4 galardones en los premios AMAS de la música asturiana; (mejor cantante, mejor guitarrista, mejor videoclip ("Alas de Cristal") y mejor disco de rock), y resulta ser la banda con más número de trofeos conseguidos. 
En octubre de 2006 publican un DVD con su actuación en el festival Viña Rock, editado por Santo Grial y cuyo título es Lágrimas Negras. 
Tras haber lanzado el 5 de noviembre de 2007 su disco de estudio Muerte y Vida, en enero de 2008, el teclista Roberto Junquera anuncia su marcha temporal de la banda por causas personales, dando su último concierto en la sala Bilborock de Bilbao el 12 de enero. Es sustituido para tocar en directo en la gira por el reputado Mario Fueyo, también conocido como "Dark la Eme", músico todoterreno habituado al rap pero que ejecuta sin dificultades jazz, rock y metal, entre otros estilos. La gira continúa interpretando los nuevos temas y rescatando algunos antiguos, dando recitales por toda España. Como colofón a la misma, graban el 12 de julio de 2008, aprovechando su actuación en la Semana Negra de Gijón, libro de 28 páginas con 2 CD y 1 DVD Caminar sobre el agua, que salió a la venta el 25 de noviembre de 2008.
En enero de 2009 comienzan una nueva gira en la que cuentan con el apoyo de Sol Música, que emite un videoclip exclusivo para promocionar los conciertos combinando imágenes del disco en directo y del videoclip de "Alas de Cristal". Durante la gira se incorpora, como sustituto ocasional de Mario Fueyo, Chez García, quien ya había colaborado en el DVD directo aportando un segundo teclado a "Niño" y "Papel roto". Cara a la grabación del siguiente disco, Chez acabará por ser el teclista definitivo de la banda, sustituyendo oficialmente a Roberto Junquera.
A mediados de 2009 se anuncia el inicio de la grabación de su séptimo álbum de estudio, en un principio proyectado para finales del mismo año, pero que por algunos problemas personales de Alberto Rionda, como por los retrasos en la grabación del primer disco de Geysser, producido por el mismo Rionda y en el que Ramón Lage participa como vocalista, ve postergada su salida hasta abril del 2010. Es entonces cuando junto a la salida del disco, titulado El ladrón de sueños, comienza la nueva gira, que les llevará tanto por todo España como a dar en verano conciertos en Colombia, Cuba y Ecuador tras 4 años sin tocar en Hispanoamérica.
A finales de 2011, Avalanch anuncia un nuevo proyecto titulado "Malefic Time - Apocalypse", y en su web oficial pusieron una cuenta atrás para estrenar la nueva versión de la web. El día en que se abrió, se anunció lo que realmente sería. Avalanch se encargaría de poner, con su música, la banda sonora de un cómic homónimo creado por Luis Royo y su hijo Rómulo Royo, que formaría parte de una saga de varios cómics. Sin embargo, el estilo de la música de Avalanch da un giro con respecto a lo que habían hecho en discos anteriores, y esta vez se encamina más hacia el power metal y el death metal. Aun así, la diferencia más notable es que el disco está cantado íntegramente en inglés. El disco salió a la venta el 5 de diciembre de 2011 en dos ediciones: el disco individual y una edición de lujo con el cómic de los hermanos Royo y fotos exclusivas. Además de todo esto, han anunciado una gira de presentación durante el 2012.
El 29 de agosto de 2012, la banda anuncia, por medio de un comunicado en su web, un parón indefinido.

### Avalanch All Star Band (2016-2022)
El 29 de  noviembre de 2016 en la web rafabasa.com se anunció que Alberto Rionda regresaría con el nombre de Avalanch y la intención de realizar una gira conmemorando el 15 aniversario de El ángel caído, con una formación de la que solo se anunció en ese momento a Israel Ramos, compañero de Rionda en Alquimia, a la voz. El 1° de diciembre la web del grupo volvió a estar activa, y el 10 de diciembre se confirma el resto de la formación de la banda: el baterista Mike Terrana, el bajista Magnus Rosen (ex-HammerFall), el guitarrista Jorge Salán y el tecladista José Paz. Así mismo, el nuevo logo añade un subtítulo al nombre de la banda, quedando como "Avalanch All Star Band".
Como parte de la conmemoración de El ángel caído, Rionda anunció una regrabación del LP con la nueva formación de la banda, la cual se puso a financiamiento de los fanes por medio de la plataforma PledgeMusic. La meta de la campaña se logró antes de dos meses de lanzada, y a sus colaboradores se les puso a disposición la descarga digital del disco el 16 de mayo.
El primer concierto de la nueva gira ocurrió el 29 de abril en el festival Viñarock 2017 en Albacete. El 17 de junio se realizó un concierto en la sala La Riviera, en Madrid, el cual contó con diversos invitados del metal español y fue grabado para su lanzamiento en vídeo. Entre los invitados se contó con el primer vocalista de la banda, Juan Lozano, siendo el único exmiembro en aparecer en ese concierto luego de la invitación pública que Rionda había hecho a todos sus excompañeros. Miembros de la formación de Avalanch del 2012 anunciaron que no participarían en ninguna actividad de la nueva formación; de manera aparte, Víctor García, vocalista que grabó El Ángel Caído, se deslindó de cualquier actividad relacionada con Avalanch, aunque posteriormente declaró que "la puerta abierta siempre está".
Alberto Rionda anunció su intención de que esta etapa de la banda continúe más allá del homenaje a El Ángel Caído. El 26 de junio de 2017 se anuncia la salida del tecladista José Paz. Su reemplazo es Manuel Ramil (ex-Warcry, Sauze). El 18 de mayo de 2018 salió "Hacia La Luz", un DVD grabado el 17 de junio de 2017 en la sala La Riviera, Madrid. En él participan invitados de la talla de Leo Jiménez, Juan Lozano, Edu Falaschi, Carmen "Xina", José Carlos Molina, Richard de la Uz, Gonzalo Moldes, Jorge Rodríguez y bandas como Débler, Zenobia, Tierra Santa, Mägo de Oz y Saratoga.
En junio de 2018 comenzó la grabación del nuevo disco de la banda. Poco después, el 3 de octubre, Avalanch anunció que el bajista Magnus Rosen dejaba la banda. El 23 de octubre se anunció que Dirk Schlachter, de la banda Gamma Ray, se une a Avalanch reemplazando a Rosen.
El 12 de febrero de 2021, Alberto Rionda anuncia que partirá caminos con Isra Ramos tanto de Avalanch como de Alquimia, proyecto secundario del guitarrista. El 17 de marzo de ese mismo año, se anuncia el nuevo vocalista de la banda, Alirio Netto.

### Nueva etapa con José Pardial (2023 - actualidad)
El 6 de febrero de 2023, Avalanch anuncia por sus redes sociales el retiro de Alirio Netto de la banda debido a conflictos de tiempo con sus otros proyectos, aunque también se anunció que participó en la composición de un nuevo álbum antes de su salida, que saldrá en un futuro, pero no bajo el nombre de Avalanch.
El 27 de febrero de 2023, Avalanch dio a conocer su nueva formación, con el abandono del guitarrista Jorge Salán y las incorporaciones de Nando Campos al bajo y José Pardial como vocalista, quienes se incorporaban para la grabación y la inminente gira de presentación de su nuevo álbum de estudio, El dilema de los dioses. De esta forma, Avalanch queda con una sola guitarra.  En el 2024, Mike Terrana abandona y es sustituido por Bjørn Mendizábal. A finales de ese año se anunció la celebración del 30 aniversario de la banda, con una gira y con una regrabación de sus temas clásicos con la nueva formación, que dio inicio en enero de 2025, mes en el que también vio la luz dicho álbum, llamado 30 aniversario. Para esta gira, Ramón Lage se une nuevamente a la banda, compartiendo micrófono con Pardial.

## Discografía

### Álbumes de estudio
- 1997: La llama eterna
- 1999: Llanto de un héroe
- 2001: El ángel caído
- 2003: Los poetas han muerto
- 2005: El hijo pródigo
- 2007: Muerte y vida
- 2010: El ladrón de sueños
- 2011: Malefic Time: Apocalypse
- 2019: El secreto
- 2023: El dilema de los dioses

### Maquetas/Versiones inglesas/Regrabaciones/Recopilaciones
- 1993: Ready to the Glory
- 1998: Eternal Flame - Versión en inglés del álbum La llama eterna
- 2004: Las ruinas del Edén - Regrabaciones de canciones antiguas con Ramón Lage a las voces.
- 2005: Mother Earth - Versión en inglés del álbum Los poetas han muerto
- 2005: Un paso más - Grandes éxitos - Incluye dos temas nuevos y dos versiones en acústico, además del vídeoclip de «Alas de cristal» y un vídeo en directo de «Alborada»
- 2012: Del cielo a la tierra - Compilación de 31 canciones que recogen lo mejor de la banda durante los últimos 10 años.
- 2017: El ángel caído (regrabación 15º aniversario)
- 2019: The Secret - Versión en inglés del álbum El secreto
- 2025: 30 aniversario - Regrabaciones de canciones antiguas con la formación del momento.

### Vídeos/DVD/Discos en directo
- 2000: Dias de gloria
- 2005: Cien veces - DVD en directo
- 2006: Lágrimas negras - DVD en directo
- 2008: Caminar sobre el agua - (2008) - 2 CD + DVD en directo
- 2018: Hacia la luz - (2018) - DVD en directo / DVD + CD en directo

### Sencillos
- 2001: «Delirios de grandeza»
- 2001: «El Ángel Caído»
- 2003: «Lucero»
- 2004: «Las ruinas del Edén» - 4 temas (promocional de los 3 conciertos Fin de Gira en Asturias)
- 2004: «Where The Streets Have No Name»
- 2005: «Alas de cristal»
- 2010: «Mil Motivos»
- 2012: «Malefic Time: Apocalypse»
- 2017: «El Ángel Caído»
- 2019: «El Oráculo»

### Versiones
- «Where the Streets Have No Name» (U2)
- «Run to the Hills» (Iron Maiden)
- «Save Me» (Queen)
- «Hell Patrol» (Judas Priest)
- «I Want Out» (Helloween)
- «Los Renglones Torcidos De Dios» (Mägo de Oz)

## Formación
- Alberto Rionda - Guitarra y coros (1993-2012, 2016-presente)
- Manuel Ramil - Teclados (2017-presente)
- Nando Campos - Bajo (2023-presente)
- José Pardial - Voz (2023-presente)
- Bjørn Mendizabal - Batería (2024-presente)

### Miembros anteriores
Además de los miembros citados a continuación, que aparecen nombrados en las maquetas o discos, Avalanch ha contado entre sus filas con diversos músicos, especialmente teclistas, así como un sinfín de colaboradores. El listado de miembros anteriores no puede considerarse en ningún caso exhaustivo. 	
- Juan Lozano - Voz (1993-1997)
- Víctor García - Guitarra (1994-1995) Voz (1997-2002)
- Ramón Lage - Voz (2002-2012)
- Israel Ramos - Voz (2016-2021) (desde mitad de 2019, hasta principios de 2020, estuvo un periodo ausente)
- Alirio Netto - Voz (2021-2023)
- Javier de Castro - Guitarra (1993)
- Juan Ángel Aláez - Guitarra (1994)
- Fernando Mon - Guitarra (1995-1996)
- Roberto García - Guitarra (1997-2003)
- Dany León - Guitarra y coros  (2002-2012)
- Jorge Salán - Guitarra y coros (2016-2023)
- Charly García - Bajo (1993-1994)
- Francisco Fidalgo - Bajo (1994-2012)
- Magnus Rosen - Bajo (2016-2018)
- Dirk Schlächter - Bajo (2018-2023)
- Iván Blanco - Teclados y coros (1999-2003)
- Roberto Junquera - Teclados y coros (2003-2008)
- Mario Fueyo - Teclados (2008 tour)
- Chez García - Teclados y coros (2009-2012)
- José Manuel Paz - Teclados y coros(2017)
- Alberto Ardines - Batería (1993-2002)
- Marco Álvarez - Batería (2002-2012)
- Mike Terrana - Batería (2016-2024)

## Otros datos
- Es un grupo pionero en la distribución y promoción de música por Internet (iTunes Music Store, Napster, MSN Music, Rhapsody, MusicNet, MusicMatch...). [cita requerida]
- Su videoclip de Alas de Cristal es el primer video musical español disponible en formato iPod. [cita requerida]
- Durante el 2006, miembros de Avalanch (Alberto Rionda y Ramón Lage) y de Stunned Parrots(Jorge Otero y Danny Montgomery) se reúnen y dan lugar a Archivado el 24 de junio de 2006 en Wayback Machine.;un proyecto en forma de 11 versiones de grupos como Roxette o Robbie Williams, pasados por un filtro de hard rock y a veces metal.